# Kineska arhitektura
Kineska tradicionalna arhitektura je arhitektura od drveta s originalnim sustavom konzola na široko razmaknutim stupovima koji su činili pravokutni tlocrt jasnih linija i raskošno ukrašenim krovovima. U Kini je nastala tradicija drvene gradnje koja je prihvaćena po cijeloj jugoistočnoj Aziji i Japanu. Taj jedinstven oblik arhitekture je snažno utjecao na povijest arhitekture, zbog čega je zaštićen kao UNESCO-ova nematerijalna svjetska baština.

## Povijest
Kineska arhitektura se odlikuje sustavom vertikalnih i horizontalnih greda koji potječu iz kasnog 3. tisućljeća pr. Kr. (neolit) u središnjem dijelu doline Žute rijeke. Na sjeveru, duž Amura, prva su boravišta bila gotovo podzemna (zemunica), dok se na jugu Kine i jugoistočnoj Aziji sve do danas održala gradnja drvenih zgrada na stupovima (sojenica).
Isprva su se temelji i zidovi gradili od nabijene zemlje, a kako su velika debla u središnjoj Kini bila rijetka iznašao se ekonomičan način gradnje široko razmaknutih vertikalnih greda na pravokutnom tlocrtu. Između stupova nalazili su se lagani zidovi od sadre, rogožine ili drvenih rešetaka, koji su dozvoljavali da se vrata i drugi otvori proizvoljno mijenjaju. Najstariji bačvasti svodovi su u grobnicama iz 1. stoljeća, u kojima se oponašaju drveni arhitektonski oblici. Za skromnija obitavališta i pomoćne zgrade (stražarnice, vratarnice, promatračnice i sl.) upotrebljavala se opeka, a važnije poput svečanih zgrada, palača ili hramova, koristilo se isključivo drvo, osim crijepa i pregrada od sadre. A i kada se one grade od opeke i kamena, one slijede standarde proporcija i obilježja drvene arhitekture.
Pravilne dimenzije uvjetovane su uporabom modula (standardnih mjera) jer je u tesarstvu bilo prirodno da razmeci između stupova i greda budu jednostavni umnošci početne jedinice – modula. God. 1103. (za dinastije Sung) objavljena je Li Chieova (李誡; 1065. – 1110.) knjiga Ying tsao ja shih (營造法式, „Metode i konstrukcije u graditeljstvu“) kojom je Carstvo ustanovilo jedinstveni modularni sustav jednakih proporcija i veličina, i razmaka stupova i greda. U knjizi su iscrpno opisani i načini oblikovanja rezbarenih ornamenata životinjskih i cvjetnih motiva, stropovi s oplatom, te brojne drvene rešetke za prozore i balkonske ograde. U 17. stoljeću je dvorski ured za javne radove novoosnovane dinastije Qing novim modulom proglasio širinu kraka konzole.
Od dinastije Han kineski graditelji su se usredotočili na izradu krova i njegovih potpornja iznad arhitrava profinjenih stupova. Najimpresivnije odlike krova su nepostojanje trokutastih veznih okvira, zbog čega su stupovi nosili umožena uporišta za grede ispod rogova. Isprva se to rješavalo uskom strehom i rasponom konzola, a kasnije je povećan broj stupova s konzolama, ali je smanjen razmak između vanjskih stupova. To je riješeno povećanjem površine nošenja ubacivanjem konzola na više razina, pa krakovi donjih konzola nose druge konzole poput prevrnute piramide uzduž i poprijeko. Od 3. stoljeća pr. Kr. krovovi se pokrivaju keramičkim crijepom polukružnog oblika, a crijepovi strehe su završavali rondelima koji su bili ukrašeni na različite načine. Vrlo kićene zgrade su imale pojedinačne konzole koje su izlazile iz glavnica stupova i zabatnog sljemena i završavale finom profilacijom.
Od carskih rezidencija znamenite su Zabranjeni grad u Pekingu i Palača Mukden u Shenyangu, koje se odlikuju kvadratičnim strogim planom niza građevina u skladu s taoističkim načelima uređenja svemira, što je prvi put primijenjeno na Konfucijevom hramu u Qufuu 478. pr. Kr.
Budistički hramovi su slijedili oblik kineske palače (poput palače Ta Ming iz 8. stoljeća), a bili su okruženi pravokutnom, na jug okrenutom, obodnom galerijom, te vratarnicama i nizom zgrada koje su slijedile os sjever-jug. Glavna dvorana s kipovima u hramu se smatrala jednakom pagodi i na najranijim nacrtima su građene jedna uz drugu. Upravo se zahvaljujući budizmu kineska arhitektura širi na u Koreju i potom i u Japan.

## Podjela
Kinezi svoju tradicionalnu arhitekturu dijele prema građevinama:
- 亭, Tíng (Kineski paviljon)
- 臺, Taí (terasasta građevina)
- 樓, Lóu (višekatnica)
- 閣, Gé (dvokatni paviljon)
- 軒, Xuan (veranda s prozorima)
- 塔, Ta (Kineska pagoda)
- 榭, Xie (građevine na terasama)
- 屋, Wu (sobe oko nadsvođenih hodnika)
- 斗拱, Dǒugǒng (na utor i zator spojene konzole, često više njih ukrašenih kako podupiru krov)
- 藻井, nadsvođeni stropovi ili kupole

- Grobnica dinastije Han u Luoyangu sa zidnim dekoracijama
- Pagoda hrama Fogong (Shanxi) iz 1056. god. (Tang)
- Nebeski hram u Pekingu iz 1420. god. (Ming)
- Mauzolej sufija Ma Laichija u Linxiji (1766.)
- Paviljon hrama Putuo Zongcheng u Chengdeu iz 1767.-71. god. (Qing)

## Vanjske poveznice
- Herbert Offen Research Collection   Arhivirana inačica izvorne stranice od 3. ožujka 2016. (Wayback Machine) An excellent bibliography of publicly accessible books and manuscripts on Chinese architecture.
- Traditional Architecture of China   Arhivirana inačica izvorne stranice od 9. studenoga 2012. (Wayback Machine) The Architectural Style from the Zhou Dynasty to the Tang Dynasty